# Сінхе
40°52′13″ пн. ш. 113°49′38″ сх. д. / 40.87036° пн. ш. 113.8272° сх. д.
Сінхе (кит. 兴和县, пін. Xīnghé Xiàn) — один із повітів КНР у складі префектури Уланчаб, Внутрішня Монголія. Адміністративний центр — містечко Ченгуань.

## Географія
Сінхе лежить на висоті близько 1280 метрів над рівнем моря на схід від гір Їньшань.

### Клімат
Повіт знаходиться у зоні, котра характеризується вологим континентальним кліматом з теплим літом. Найтепліший місяць — липень із середньою температурою 20,8 °C. Найхолодніший місяць — січень, із середньою температурою -12,8 °С.
| Клімат повіту Сінхе     | Клімат повіту Сінхе | Клімат повіту Сінхе | Клімат повіту Сінхе | Клімат повіту Сінхе | Клімат повіту Сінхе | Клімат повіту Сінхе | Клімат повіту Сінхе | Клімат повіту Сінхе | Клімат повіту Сінхе | Клімат повіту Сінхе | Клімат повіту Сінхе | Клімат повіту Сінхе | Клімат повіту Сінхе |
| Показник                | Січ.                | Лют.                | Бер.                | Квіт.               | Трав.               | Черв.               | Лип.                | Серп.               | Вер.                | Жовт.               | Лист.               | Груд.               | Рік                 |
| Середній максимум, °C   | −5,4                | −1,1                | 5,6                 | 14,4                | 21,2                | 25,5                | 27,1                | 25,1                | 20,4                | 13,1                | 3,6                 | −3,5                | 12,2                |
| Середня температура, °C | −12,8               | −8,9                | −2                  | 6,8                 | 14,1                | 18,7                | 20,8                | 18,8                | 13,4                | 5,9                 | −3,4                | −10,3               | 5,1                 |
| Середній мінімум, °C    | −18,6               | −15,1               | −8,4                | −0,4                | 6,6                 | 11,9                | 15                  | 13,2                | 7,3                 | 0                   | −8,9                | −15,8               | −1,1                |
| Норма опадів, мм        | 2.3                 | 3.1                 | 7.1                 | 16.5                | 29.5                | 65.5                | 92.4                | 80.3                | 48.3                | 19.4                | 4.5                 | 2.4                 | 371.3               |
| Вологість повітря, %    | 57                  | 52                  | 46                  | 40                  | 42                  | 53                  | 65                  | 69                  | 62                  | 55                  | 55                  | 56                  | 54.3                |
| ----------------------- | ------------------- | ------------------- | ------------------- | ------------------- | ------------------- | ------------------- | ------------------- | ------------------- | ------------------- | ------------------- | ------------------- | ------------------- | ------------------- |
| Джерело: data.cma.cn    |                     |                     |                     |                     |                     |                     |                     |                     |                     |                     |                     |                     |                     |